# Cerkiew św. Michała Archanioła w Wysowej-Zdroju
Cerkiew pod wezwaniem św. Michała Archanioła – prawosławna cerkiew parafialna w Wysowej-Zdroju. Należy do dekanatu Krynica diecezji przemysko-gorlickiej Polskiego Autokefalicznego Kościoła Prawosławnego. Położona na małopolskim Szlaku Architektury Drewnianej.
Zbudowana w 1779 jako orientowana świątynia greckokatolicka. Polichromia wnętrza o motywach architektonicznych, figuralnych i ornamentalnych została wykonana w latach 1912–1913. Wyposażenie świątyni pochodzi z XVIII i XIX w. Cennym zabytkiem jest późnobarokowy ikonostas, z dobrze zachowanym kompletem ikon.
Na podstawie ustawy z dnia 17 grudnia 2009 o uregulowaniu stanu prawnego niektórych nieruchomości pozostających we władaniu Polskiego Autokefalicznego Kościoła Prawosławnego świątynia stała się wyłączną własnością Kościoła prawosławnego, natomiast Kościół greckokatolicki otrzymał odszkodowanie od Skarbu Państwa.
Cerkiew została wpisana do rejestru zabytków 24 lutego 1986 pod nr A-408.

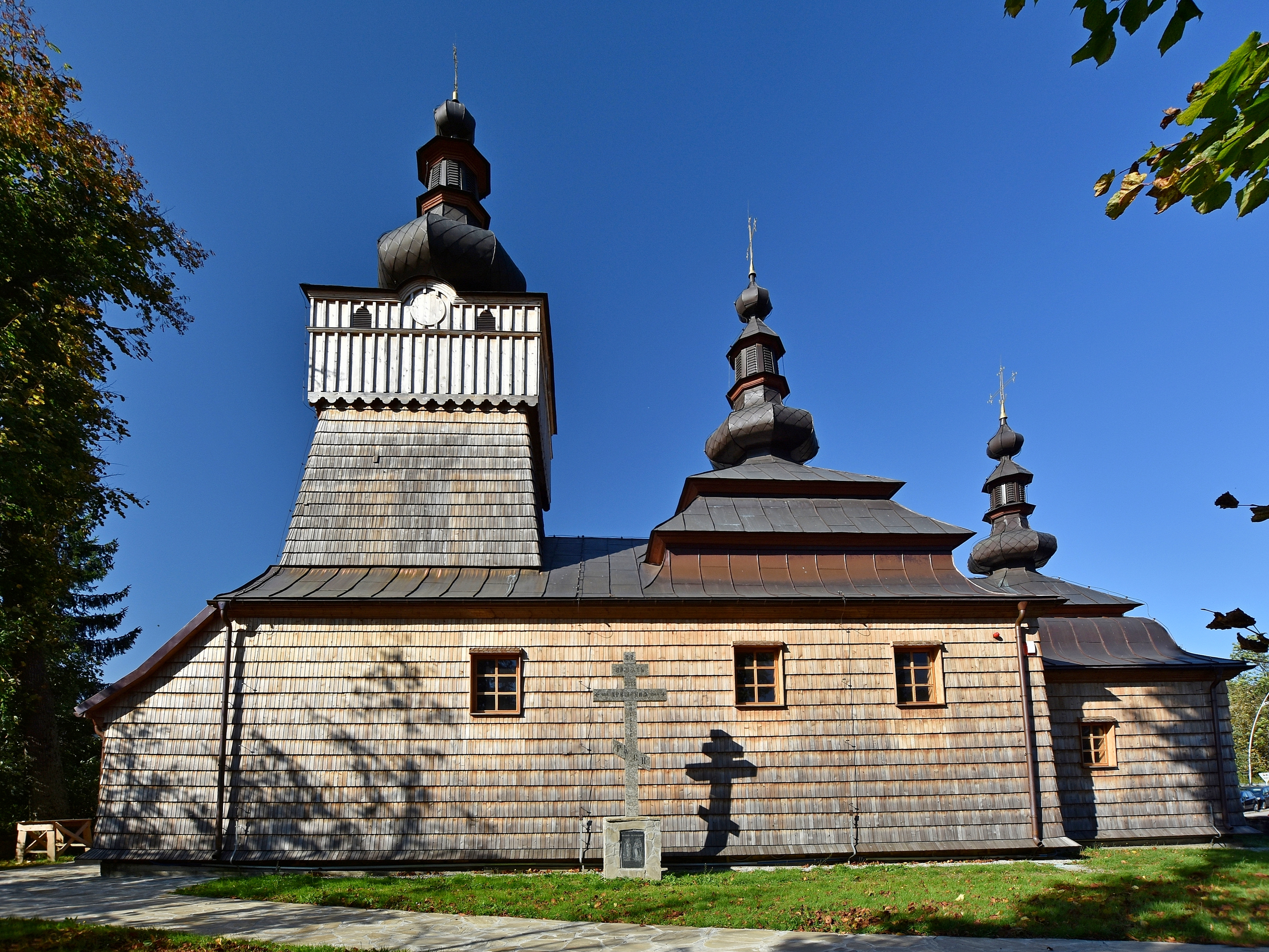
Elewacja boczna
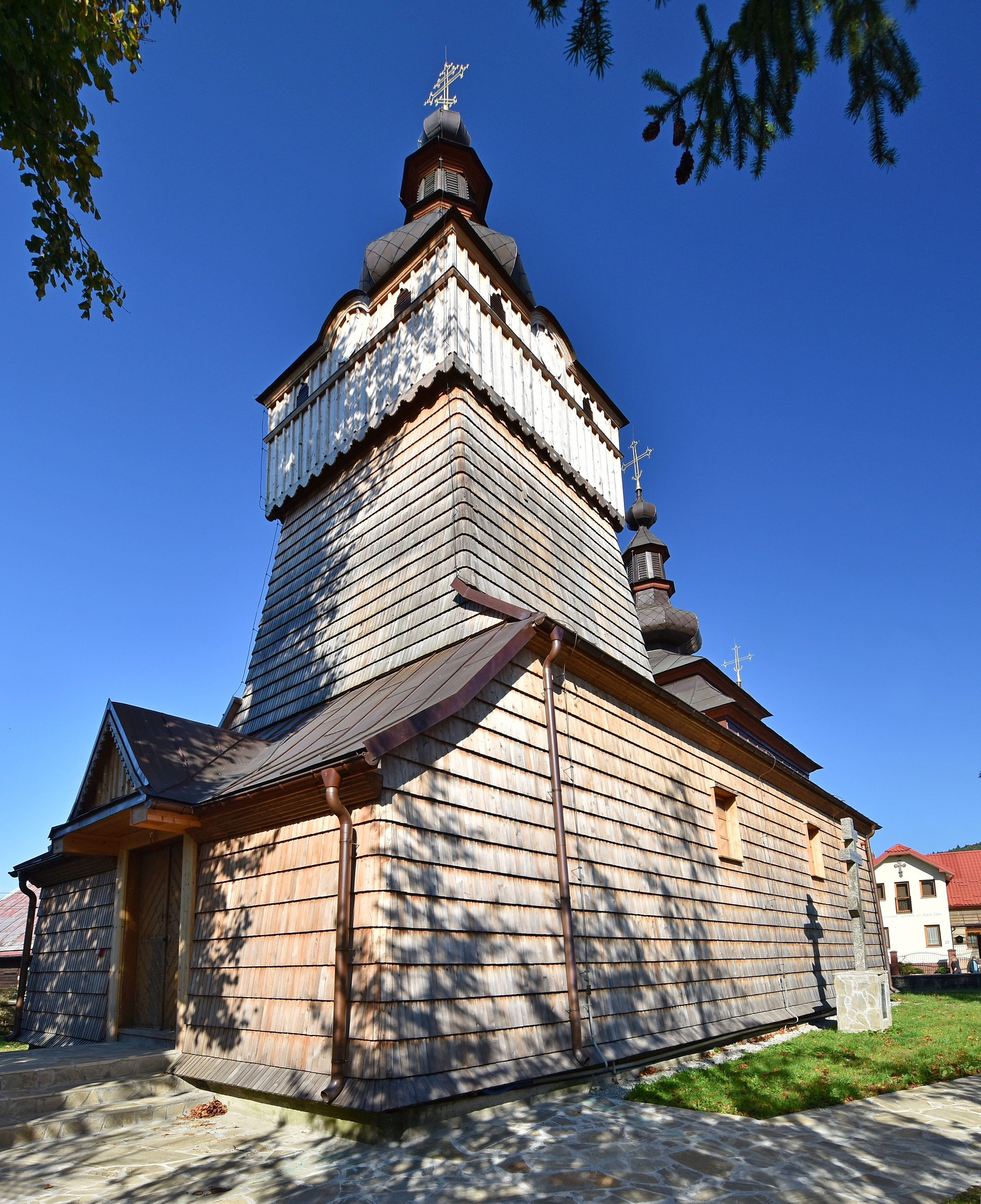
Elewacja frontowa
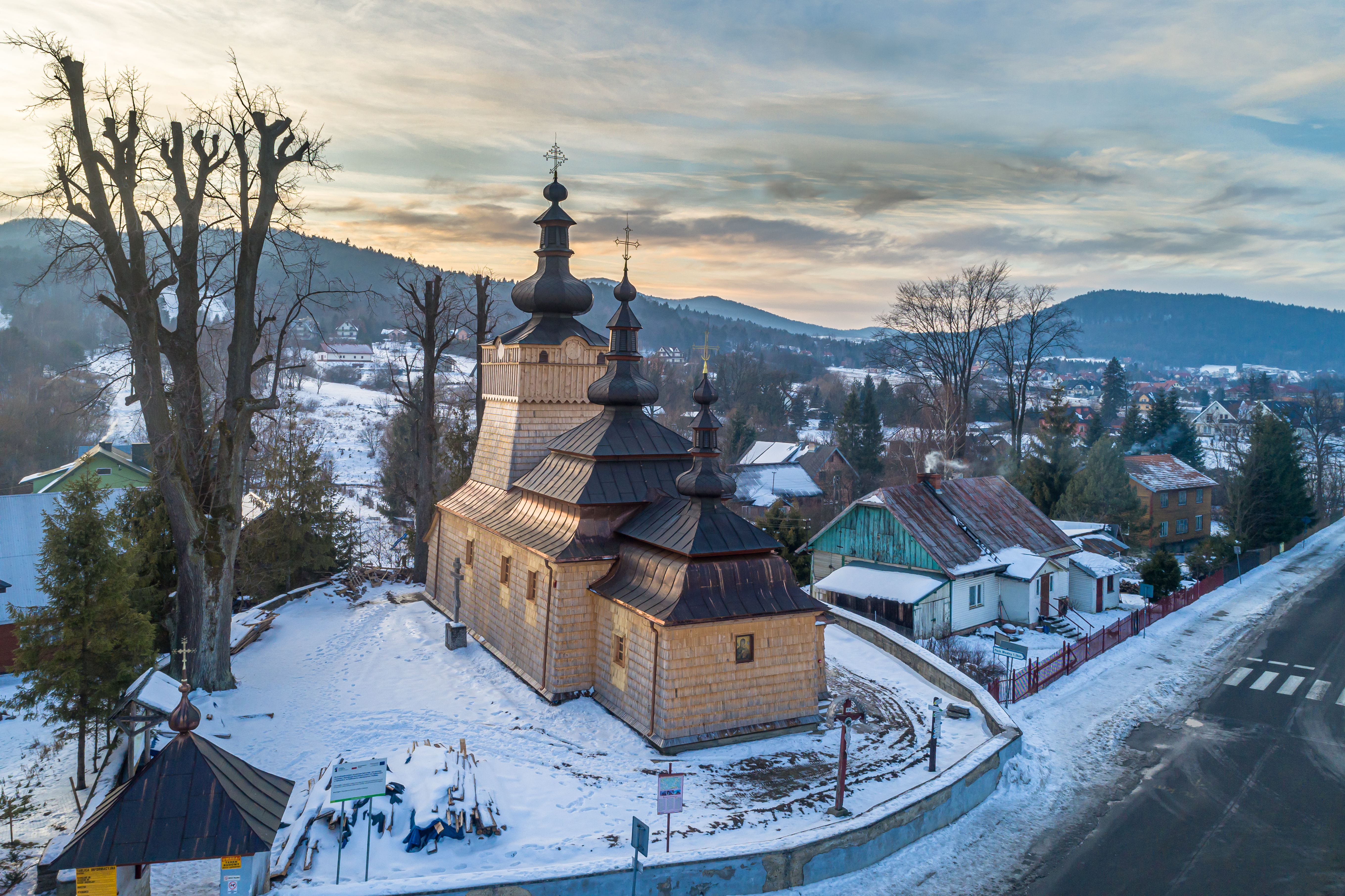
Widok ogólny